# Diplycosia epiphytica
Diplycosia epiphytica är en ljungväxtart som beskrevs av Fletcher. Diplycosia epiphytica ingår i släktet Diplycosia och familjen ljungväxter. Inga underarter finns listade i Catalogue of Life.